# Дивертикул пищевода
Дивертикул пищевода — это ограниченное выпячивание слизистой оболочки через дефект в мышечной оболочке стенки пищевода.

## Этиология и патогенез
В 1840 году австрийский патологоанатом Карл Рокитанский впервые провёл систематизацию дивертикулов пищевода, разделив их на пульсионные и тракционные.
- Пульсионные дивертикулы образуются вследствие выпячивания слизистой оболочки пищевода под действием высокого внутрипищеводного давления, которое возникает во время сокращения пищевода.
- Тракционные дивертикулы обусловлены возникновением воспалительного процесса в окружающих тканях и образованием рубцов, которые вытягивают все слои стенки пищевода в сторону пораженного органа.

Обычно тракционный механизм наблюдается в самом начале развития дивертикула, а затем присоединяются пульсионные факторы и дивертикул становится пульсионно-тракционным.

## Классификация
В основе классификации дивертикулов пищевода (по Б. В. Петровскому и Э. Н. Ванцяну) лежит их локализация:
- Глоточно-пищеводные дивертикулы (дивертикул Ценкера, составляет примерно 60 % всех дивертикулов пищевода);
- Бифуркационные дивертикулы;
- Эпифренальные дивертикулы;
- Абдоминальные дивертикулы.

Также различают истинные и ложные дивертикулы. Стенки истинных дивертикулов содержат все слои пищевода, а в стенках ложных отсутствует мышечный слой.

#### Глоточно-пищеводные дивертикулы
Обычно исходят из задней стенки глотки на уровне перстневидного хряща гортани, где находится область, не прикрытая мышцами (треугольник Ланье-Гаккермана). Такие дивертикулы по механизму являются пульсионными.

#### Бифуркационные дивертикулы
Развитию таких дивертикулов, как правило, способствуют воспалительные процессы в лимфатических узлах и другие образования средостения, которые приводят к развитию спаечного процесса, рубцеванию и вытягиванию стенки пищевода. Располагаются данные дивертикулы на передней или переднеправой стенке пищевода и по своему механизму являются тракционными.

#### Эпифренальные дивертикулы
Располагаются в нижней трети пищевода на передней или переднеправой стенке пищевода. По своему механизму они являются пульсионными. Основная причина возникновения таких дивертикулов — врожденная слабость стенки пищевода в этой области.

## Клиническая картина
Симптомы заболевания разнообразны и зависят от локализации и силы поражения.
- Глоточно-пищеводные дивертикулы (Ценкеровский дивертикул) в начальной стадии ничем себя не проявляют, иногда больные ощущают чувство царапания в горле во время еды. Когда заболевание прогрессирует, в дивертикул попадает пища и происходит сдавление пищевода, в связи с этим появляются характерные симптомы: дисфагия, срыгивание, аспирация во время сна, дурной запах изо рта. При больших размерах дивертикула в области левой половины шеи может выявляться выпячивание, при надавливании на которое выслушивается характерное урчание.
- Бифуркационные дивертикулы маленьких размеров протекают бессимптомно и выявляются случайно. При крупных размерах могут выявляться следующие симптомы: изжога, отрыжка, срыгивание, боль в эпигастральной области, гиперсаливация. Возможна перфорация дивертикула в верхнюю полую вену или аорту, что вызывает смертельное кровотечение в просвет пищевода.
- Эпифренальные дивертикулы при небольших размерах протекают бессимптомно. При крупных размерах симптомы схожи с симптомами бифуркационных дивертикулов, однако, болевые ощущения очень схожи на таковые при стенокардии[3].

## Диагностика
Главным методом в диагностике дивертикулов является полипозиционное рентгенконтрастное исследование, которое позволяет выявить локализацию, форму, размеры дивертикула. В роли контраста используют бариевую смесь. Также обязательно эзофагоскопическое исследование позволяющее выявить изменения слизистой, а также наличие различных осложнений (кровотечение, полип, рак).

## Лечение
Консервативное лечение показано больным с небольшими легко опорожняющимися дивертикулами, скудной клинической картиной, без осложнений. Больному назначают диету, приём растительного масла перед едой и несколько глотков воды после еды.
При дивертикулах более 2 см показано оперативное лечение, выполняют дивертикулэктомию.